# Pachydissus patricius
Pachydissus patricius es una especie de escarabajo longicornio del género Pachydissus, tribu Cerambycini, subfamilia Cerambycinae. Fue descrita científicamente por Holzschuh en 1991.

## Descripción
Mide  28,2-33 milímetros de longitud.

## Distribución
Se distribuye por Malasia y Tailandia.